# 波尔蒂略德索里亚
波尔蒂略德索里亚，是西班牙卡斯蒂利亚-莱昂索里亚省的一个市镇。总面积13平方公里，总人口20人（2001年），人口密度2人/平方公里。